# And Now... The Runaways
Albums de The Runaways
Waitin' for the Night
(1977) Flaming Schoolgirls
(1980)
And Now... The Runaways est le quatrième album du groupe The Runaways sorti en 1979.

## Liste des chansons
| 1.    | Saturday Night Special   | 3:39 |
| 2.    | Eight Days a Week        | 3:33 |
| 3.    | Mama Weer All Crazee Now | 3:26 |
| 4.    | I'm a Million            | 6:02 |
| 5.    | Right Now                | 3:35 |
| 6.    | Takeover                 | 3:11 |
| 7.    | My Buddy and Me          | 3:39 |
| 8.    | Little Lost Girls        | 4:45 |
| 9.    | Black Leather            | 3:47 |
| 35:37 |                          |      |